# Pgrep
pgrep là một phần mềm tiện ích Unix, ban đầu được viết cho Solaris 7, sau đó được tích hợp vào bộ phần mềm procps-ng trên hệ điều hành GNU/Linux, các hệ điều hành BSD và một số hệ điều hành giống Unix khác. Lệnh pgrep tìm kiếm tất cả những tiến trình có tên phù hợp với biểu thức chính quy được đưa ra, và mặc định trả về ID của tiến trình. Các lệnh tương tự bao gồm pidof (tìm ID tiến trình theo tên chương trình) hay ps.

## Ví dụ
pgrep làm đơn giản hóa câu lệnh tìm kiếm tiến trình:
```
pgrep
 
'sh'

```

Tương đương với:
```
ps
 
ax
 
|
 
awk
 
'/[p]rocessname/ {print $1}'

```

 
hay nếu dùng grep:
```
ps
 
ax
 
|
 
grep
 
'processname'
 
|
 
grep
 
'grep'
 
-v
 
|
 
awk
 
'{print $1}'

```

Một chức năng khác của pgrep là hiển thị tên và PID của tất cả tiến trình thuộc một nhóm:
```
pgrep
 
-l
 
-G
 
users

```

Lệnh trên hiển thị tất cả các tiến trình thuộc về nhóm users, tuy nhiên tùy chọn -G cũng có thể nhận cả ID.
```
pgrep
 
-v
 
-u
 
foo

```

Lệnh trên hiển thị tất cả các tiến trình trừ các tiến trình của người dùng foo.

Hiển thị ID tiến trình được bắt đầu gần nhất:
```
pgrep
 
-n

```

Hiển thị tiến trình ls gần nhất được người dùng foo bắt đầu:
```
pgrep
 
-n
 
-l
 
-u
 
foo
 
ls

```